# Peter Windhofer

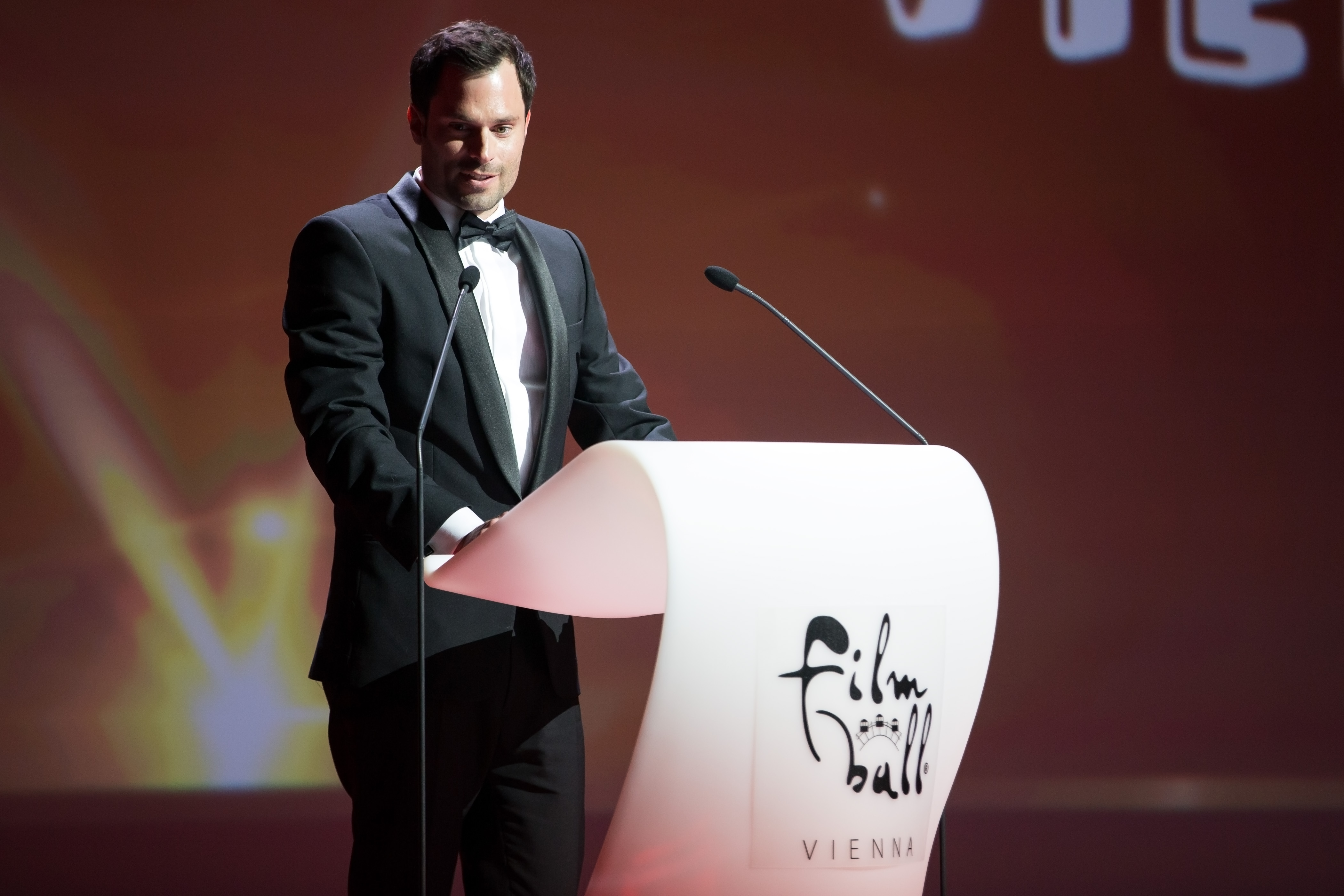
Peter Windhofer (2016)

Peter Windhofer (* 28. Oktober 1980 in Salzburg) ist ein österreichischer Schauspieler.

## Leben
Windhofer wuchs in den österreichischen Alpen auf. Seit seinem elften Lebensjahr erhielt er eine Ausbildung in Tanz und Schauspiel. Nach der Matura 1999 studierte Windhofer 2001 und 2002 kurzzeitig Tanz an der Universität Salzburg. Er ging dann in die Vereinigten Staaten, wo er von 2003 bis 2004 ein Schauspiel- und Regiestudium mit Schwerpunkt Film an der University of Utah absolvierte. 2005 erwarb er einen Abschluss im Fach Kommunikationswissenschaften.
Seit 2004 war Windhofer an mehreren Tanz- und Theaterprojekten in den Vereinigten Staaten und in Österreich beteiligt. Er entschied sich dann für eine Laufbahn als Schauspieler und nahm ab 2005 zunächst privaten Schauspielunterricht, unter anderem bei der Schauspielerin Erika Mottl. Von 2008 bis 2010 besuchte er die Schauspielschule Krauss in Wien.
Als Theaterschauspieler hatte er anschließend Engagements beim Sommerfestival „Shakespeare in Mödling“ im Konzerthof Mödling. 2010 spielte er dort den Julian in Romea und Julian, einer modernen Adaption von Romeo und Julia; 2011 folgte der Antipholus von Ephesos in Shakespeares Die Komödie der Irrungen. In der Spielzeit 2011/12 gastierte er am Stadttheater Klagenfurt in der Titelrolle der Kindertheater-Produktion Der gestiefelte Kater. In der Spielzeit 2013/14 übernahm er am Staatstheater am Gärtnerplatz in München die Rolle des Hauptmanns in dem Musical Der Mann von La Mancha.
Eine erste kleinere Film-Rolle erhielt er 2006 unter der Regie von Reinhard Schwabenitzky in der ORF-Fernsehserie Oben ohne, in der in einer Folge einen Zivildiener spielte. Seit 2006 folgten Hauptrollen in mehreren Kurzfilmen. 2007 war er als Biologiestudent Ralf in dem Kurzfilm The Sacred Tree zu sehen.
Von Oktober 2010 bis Januar 2011 spielte er in der Sat.1-Telenovela Anna und die Liebe die Serienhauptrolle des Steve Welder. Ab Sommer 2014 war er in The Quest für den US-Sender ABC als Sir Ansgar in einer Hauptrolle zu sehen.
Windhofer arbeitete außerdem als Moderator bei verschiedenen Live-Veranstaltungen, unter anderem bei der Fußball-Weltmeisterschaft 2006.
Windhofer lebt in Wien, im 4. Wiener Gemeindebezirk Wieden. Peter Windhofer ist Vater eines Sohnes.

## Filmografie (Auswahl)
- 2006: Oben ohne
- 2006: Sehnsucht nach Stille (Kurzfilm, Hauptrolle)
- 2007: The Sacred Tree (Kurzfilm, Hauptrolle)
- 2007: Atem (Kurzfilm, Hauptrolle)
- 2008: Never Too Late (Kurzfilm, Hauptrolle)
- 2008: L’Eclisse Remake (Kurzfilm, Hauptrolle)
- 2010–2011: Anna und die Liebe (Telenovela)
- 2013: Kalte Klienten
- 2014: Neonlichter (Kurzfilm)
- 2014: The Quest (Fernsehserie)
- 2015: In Gefahr – Ein verhängnisvoller Moment
- 2020: Wischen ist Macht – Schmusen ist auch nicht betrügen
- 2020: SOKO Kitzbühel – Stalker
- 2020: Landkrimi – Steirerwut (Fernsehreihe)
- 2024: Führer und Verführer (Kinofilm)